# 부산궤도
부산궤도(釜山軌道)는 부산진에서 동래온천 사이를 잇던 협궤 노선으로, 대한민국 역사상 최초의 사철이었다. 본래 증기기관차만 운행하던 노선이었으나, 1915년부터 1916년까지 일시적으로 노면전차와 같이 운행하다가 폐지되었다. 부산궤도의 노선 자체는 부산전차가 폐지된 1968년까지 유지되었다.

## 역사

### 개요
부산궤도는 동래온천의 불편한 교통 문제를 해결하기 위하여 건설하게 되었다. 경부선 연선에서 동래온천 인근을 연결하는 궤도를 깔기로 결정하여, 1909년에 그 건설과 운영을 위한 부산경편궤도주식회사를 세우고, 같은 해 11월에 부산진~남문 구간을 준공하였다. 또한 한달 뒤인 12월에는 남문~온천장 구간을 연장하였다.
이후 조선와사전기주식회사에서 이를 매수하였으며, 부산궤도에 전차를 함께 운행하고자 하였다. 1915년 10월에 선로를 762mm 궤간으로 개량해 부산전차 운행을 시작했고, 1916년 3월부터는 기관차 운행을 중단하고 모든 열차를 노면전차로 바꾸었다.

### 연혁
- 1909년 6월 20일: 부산경편궤도(주) 설립 발기[2]
- 1909년 6월 29일: 부산경편궤도(주)에서 부설권 허가를 얻음[2]
- 1909년 8월 29일: 부산경편궤도(주) 설립[2]
- 1909년 8월: 착공[2]
- 1909년 11월 말: 부산진~남문 구간 준공[2]
- 1909년 12월 1일: 부산진~남문 구간 운행 개시[2][3]
- 1909년 12월 18일: 남문~온천장 구간 준공[2]
- 1909년 12월 19일: 남문~온천장 구간 운행 개시. 총연장 9.56 km.[2][4]
- 1911년 10월 26일: 한국와사전기(주)에서 부산경편궤도(주)를 인수함[2]
- 1912년 4월 20일: 부산진~남문 구간을 610mm 협궤에서 762mm 협궤로 개궤함[2]
- 1912년 7월 11일: 남문~온천장 구간을 610mm 협궤에서 762mm 협궤로 개궤함[2]
- 1915년: 부산전차의 부산진~초량, 초량~부산우편국 구간 착공 (같은 해에 준공)
- 1915년 10월 23일: 부산진~온천장 구간의 철로 개량 준공. 총연장 12.8 km.[5]
- 1915년 11월 1일: 부산전차 운행 개시. 이때부터 부산궤도의 증기기관차와 부산전차의 노면전차가 같이 운행되었다.[5]
- 1916년 3월: 증기기관차 운행 중지, 전차로 모두 대체[5]

## 역 목록
행정 구역은 폐지 당시를 기준으로 한다.
| 역명   | 로마자 역명 | 한자 역명 | 역간 거리 | 영업 거리 | 접속 노선 | 소재지   | 소재지 | 소재지 | 비고 |
| ------ | ----------- | --------- | --------- | --------- | --------- | -------- | ------ | ------ | ---- |
| 부산진 |             | 釜山鎭    | -         | 0.0       | 경부선    | 경상북도 | 부산부 | 부산면 |      |
| 좌수영 |             | 左水營    | 2.5       | 2.5       |           | 경상북도 | 동래군 | 서하면 |      |
| 남문   |             | 南門      | 2.1       | 4.6       |           | 경상북도 | 동래군 | 읍내면 |      |
| 온천장 |             | 溫泉場    | 1.2       | 5.8       |           | 경상북도 | 동래군 | 서상면 |      |

## 특이 사항
- 한국에서 사용된 610mm 궤간은 부산궤도가 유일하다.
- 부산궤도를 부설하며 신좌수영이 있던 마비현(馬飛峴, 모너머고개)이라는 험하던 고개를 깎아 평지로 만들었는데, 1978년 이 자리에 조선 중기의 문신 송상현을 기리는 동상이 건립되었다.
- 부산궤도 구간에 부산전차가 개통됨과 함께 동래온천 일대에 전등이 가설되었다.

## 같이 보기
- 부산전차: 부산궤도를 바탕으로 개통한 전차 노선
- 부하철도: 비슷한 시기에 추진되었으나 계획이 취소된 노선

## 참고 문헌
- 표용수 (2009). 《부산 전차운행의 발자취를 찾아서》. 서울: 선인출판사. ISBN 9788959331642.

[[분류:부산광역시의 철도 교통]